# Villarmentero de Esgueva
Villarmentero de Esgueva là một đô thị trong tỉnh Valladolid, Castile và León, Tây Ban Nha. Theo điều tra dân số 2004 (INE), đô thị này có dân số là 123 người.